# إرنست جيرلان
إرنست جيرلان (بالألمانية: Ernst Gerland ) (و. 1838 – 1910 م) هو فيزيائي، ومؤرخ التكنولوجيا، وأستاذ جامعي من ألمانيا . ولد في كاسل.